# Równoleżnik

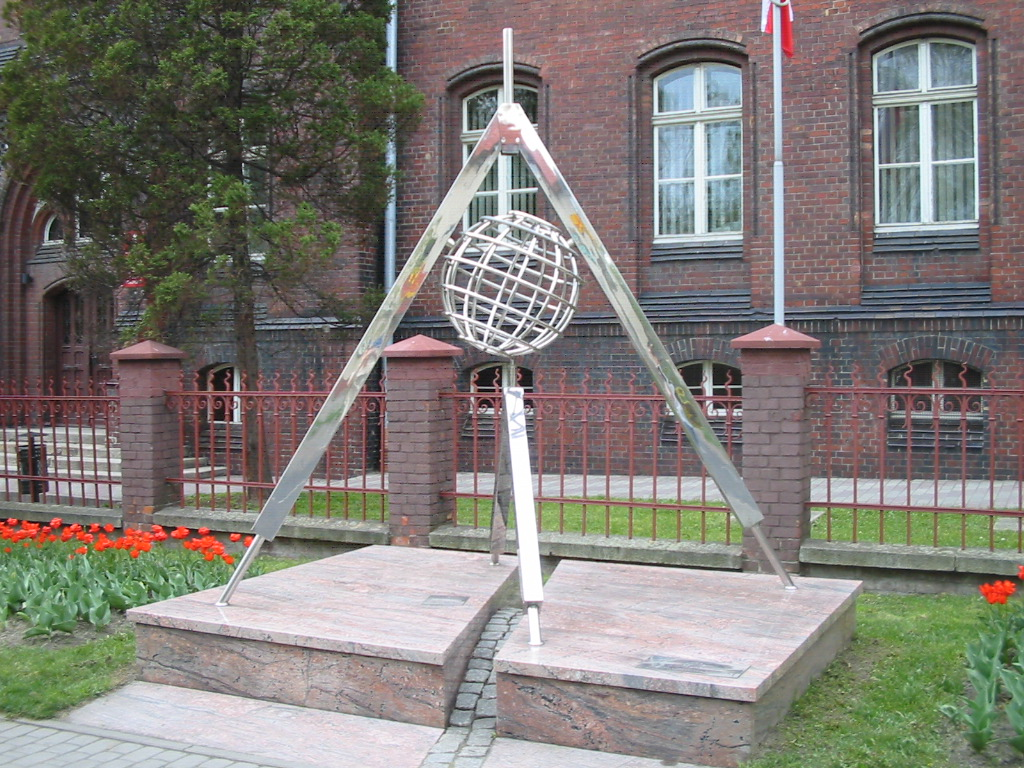
Obelisk uwidoczniający przebieg równoleżnika 50° N w Wodzisławiu Śl.

Równoleżnik – okrąg powstały wskutek przecięcia powierzchni kuli ziemskiej płaszczyzną prostopadłą do jej osi. Najdłuższym równoleżnikiem jest równik, który ma 40 075,704 km długości. Równik dzieli kulę ziemską na dwie półkule – północną i południową. Podstawowe równoleżniki to: równik, zwrotnik Raka i zwrotnik Koziorożca, a także koło podbiegunowe północne i południowe. Równoleżniki mają różne długości, w zależności od szerokości geograficznej.
Każdemu punktowi na kuli ziemskiej można przypisać równoleżnik, który przebiega przez ten punkt; jego położenie (w pionie) wyznacza tzw. szerokość geograficzna tego punktu. Podawana jest najczęściej w mierze kątowej – w stopniach, ewentualnie też dokładniej, w minutach lub sekundach. Równik leży na szerokości geograficznej zerowej, biegun południowy – na 90 stopniach szerokości geograficznej południowej (90° szer. geogr. pd., 90° S), biegun północny – na 90° szerokości geograficznej północnej (90° N). Centrum Warszawy znajduje się na równoleżniku 52°13' szer. geogr. pn. (w skrócie angielskim, w zapisie międzynarodowym: 52°13' N).

## Cechy równoleżników
- mają kształt okręgów
- im dalej od równika tym są krótsze
- wskazują kierunki wschodni i zachodni
- równoleżniki przecinają południki pod kątem prostym
- najdłuższy równoleżnik to równik